# Identification friend or foe
Identification of friend and foe is een systeem dat met behulp van een interrogator en een transponder kan bepalen of een object vijandig is. Het systeem wordt voornamelijk gebruikt op vliegtuigen en schepen, maar sinds eind jaren 1980 worden ook IFF-systemen voor grondvoertuigen ontwikkeld. In de civiele luchtvaart valt IFF onder de functionaliteit van Secundaire Surveillanceradar (SSR).

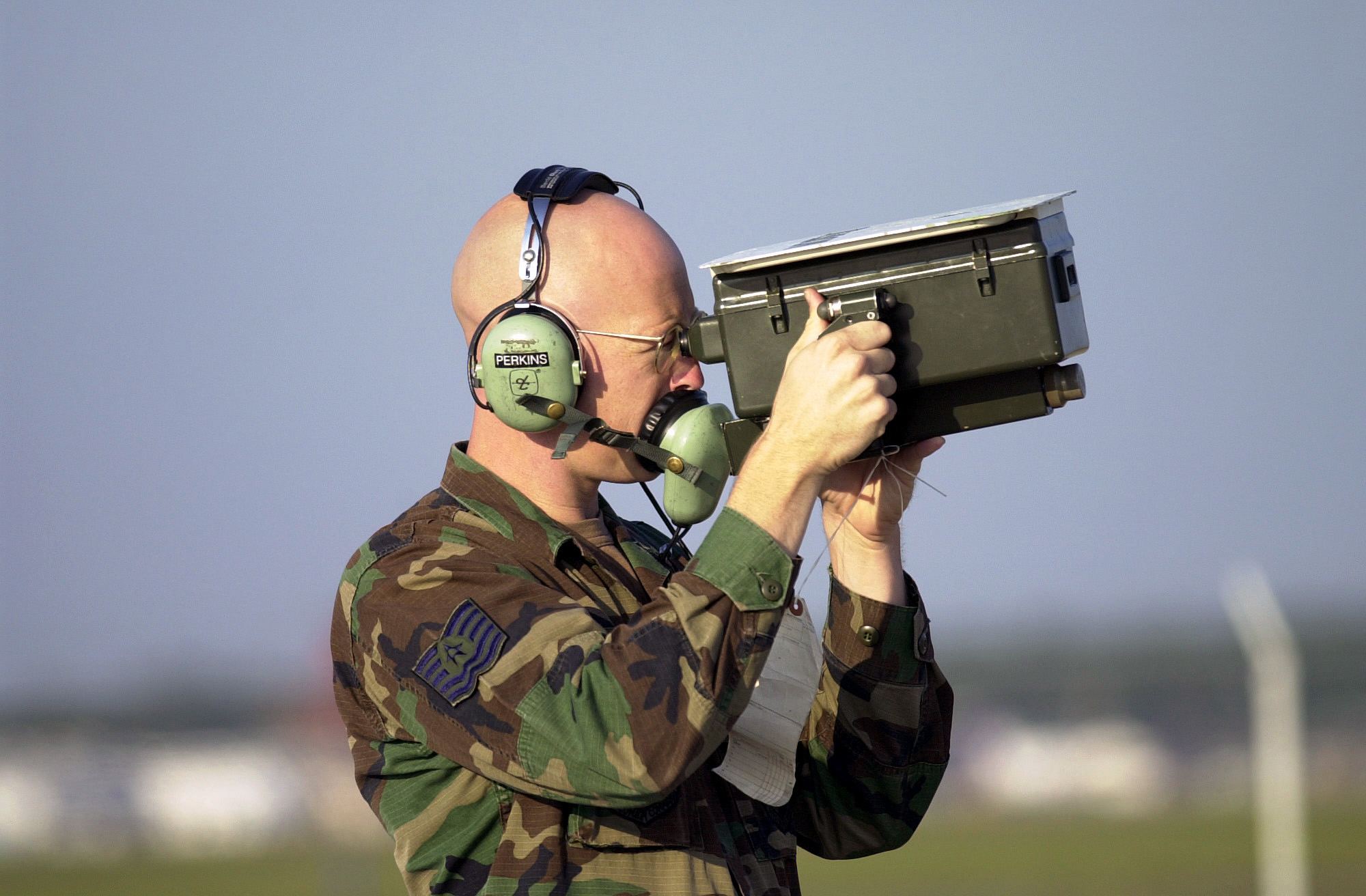
Een IFF-camera om de transponders van vliegtuigen te testen

## Ontwikkeling

### Voor de Tweede Wereldoorlog

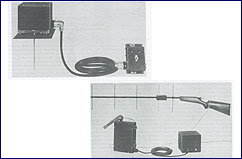
Model XAE-transponder

De eerste IFF-systemen dateren van vlak voor de Tweede Wereldoorlog en werden ongeveer gelijktijdig ontwikkeld in het Verenigd Koninkrijk en de Verenigde Staten. In de VS werd het systeem als eerste toegepast op schepen in de vorm van de Model XAE uit 1937. Dit was een Yagi-antenne gemonteerd op een geweerkolf die als hij gericht was op een naderend vliegtuig reageerde op een gecodeerd signaal op 500 MHz dat het vliegtuig kon sturen. Het vliegtuig reageerde op het antwoord door met een lamp te knipperen waardoor beide van elkaar wisten dat ze vriendelijk waren.
De Britten testten in datzelfde jaar een systeem dat de radarweerkaatsing van vliegtuigen kon beïnvloeden door een passieve dipoolantenne onder de romp te plaatsen, een systeem dat al 1935 door Robert Watson-Watt beschreven werd in zijn nota Detection and location of aircraft by radio methods. Hoewel het systeem goed werkte voor één vliegtuig, kon men in grote formaties geen onderscheid maken tussen individuele vliegtuigen. Om dit te verhelpen werden in 1939 actieve transponders geïntroduceerd. Deze zogenaamde Mk I (en later Mk II) IFF zond pulsen uit op de frequenties van alle grondradars in het Verenigd Koninkrijk.

### Tweede Wereldoorlog
Naarmate het aantal gebruikte frequenties toenam bleek dat een andere werkwijze nodig was. De Mk III IFF was het eerste systeem met een aparte interrogator die op een eigen frequentie werkte naast die van de radar, een concept dat nu nog steeds gebruikt wordt. Tijdens de Tweede Wereldoorlog werd de Mk III het standaard IFF-systeem van de geallieerden.
Tijdens de oorlog werd door het Amerikaanse Naval Research Laboratory de Mk IV IFF ontwikkeld. De frequentie werd verhoogd van 157-187 MHz naar 470 MHz voor de interrogator en 493,5 MHz voor de transponder. Dit had als voordeel een grotere directiviteit, maar doordat de Duitse Würzburgradar in de buurt van die frequenties werkte kon het systeem alleen in het Aziatische deel van de oorlog ingezet worden.
De Duitsers zelf waren voor en tijdens de Tweede Wereldoorlog ook bezig met de ontwikkeling van IFF-systemen, maar door een gebrek aan standaardisatie en vele succesvolle pogingen van de geallieerden de Duitse IFF-systemen te storen werd nooit een effectief systeem ontwikkeld.

### Koude Oorlog
In september 1942 begon het NRL met de ontwikkeling van de Mk V IFF die op nog hogere frequenties moest werken (tussen 950 en 1150 MHz). Hoewel het pas in 1948 in gebruik werd genomen en nooit op grote schaal ingezet is, leidde het wel tot de internationale standaard voor secundaire surveillanceradars. Later is nog geprobeerd het systeem minder complex te maken, maar deze aanpassing bekend als Mk VI is nooit geïmplementeerd. Achteraf bleek ook nog eens dat de Mk V IFF een belangrijk beveiligingsprobleem had, het protocol hanteerde slechts één code om vriend en vijand te onderscheiden.
In 1952 was al een opvolger klaar, de Mk X IFF. De X staat hierbij niet voor tien maar voor experimenteel. Het beveiligingsprobleem uit de Mk V was in deze standaard opgelost en de frequentie veranderde naar het tegenwoordig nog steeds gebruikte 1030 MHz voor de interrogator en 1090 MHz voor de transponder.
De Mk X IFF had echter een ander beveiligingsprobleem, de code die de interrogator stuurde was niet versleuteld. Hierdoor zou een vijandig toestel deze code kunnen kopiëren en naar andere toestellen zenden om een antwoord te krijgen van de transponders van die toestellen. Dit probleem werd opgelost in de Mk XII-standaard, ook bekend als Mode 4. Hierbij zijn zowel vraag als antwoord versleuteld.
In de periode 2007-2012 werd IFF Mk XII(A), ook bekend als Mode 5, ingevoerd. Bij Mode 5 wordt het signaal gemoduleerd over een spread spectrum, dit is veiliger, moeilijker te onderscheppen en minder gevoelig voor storingen. IFF-systemen moeten echter nog steeds de andere modi moeten blijven ondersteunen omdat geallieerde landen nog oudere systemen gebruiken.

## Moderne IFF-systemen
Militaire IFF-transponders kennen de volgende werkingsmodi:
Mode 1 (general identification signal and beacon assist)Een 5 bitcode om het type vliegtuig en de missie aan te duiden. Wordt alleen voor militaire doeleinden gebruikt.
Mode 2 (individual identification code)Een 12 bitcode om het toestelnummer aan te duiden.
Mode 3Zorgt voor identificatie aan civiele secundaire surveillanceradars. Omdat het signaal vrijwel gelijk is aan de civiele mode A worden beide vaak Mode 3/A genoemd. In Mk X IFF een 6-bits antwoord, in nieuwere standaarden 12 bits.
Mode SGeeft Air Traffic Control informatie over de barometrische hoogte, traffic control (vluchtnummer, vergelijkbaar met mode 3/A) en stuurt een unieke vliegtuig identificatie mee. Elk toestel heeft zijn eigen unieke code.
Mode 4IFF-functionaliteit. Gebruikt voor militaire doeleinden. Dit is een cryptocode.
Mode 5Een cryptografisch beveiligde versie van Mode S en ADS-B.